# Danny Van Britsom
Danny Van Britsom (Sint-Niklaas, 16 april 1966) was een Vlaamse cabaretier. 

## Levensloop
Van Britsom, een klassiek geschoolde slagwerker, was eerst de drummer van de band Örgasmaddix. Nadien toerde hij, naast zijn professionele activiteiten als transportexpert, in binnen- en buitenland (Nederland, Duitsland, Zwitserland, Portugal, Griekenland) als sessiedrummer bij diverse swing jazz- en rhythm-and-blues-bands (New Orleans Train Jazz Band, Bab's Quintet, Mardi Gras Jazzband, Boss Ross, R. Gees & The B. Goose).  
Vanaf 1998 zette Van Britsom de stap naar de microfoon, als stand-upcomedian. Hij laste vaak drumsolo's in tijdens zijn onemanshows. Van Britsom was finalist van Humo's Comedy Cup in 2001 en hij won in 2005 het Humorologie-festival. In 2006 en 2007 toerde hij door Vlaanderen met zijn programma Pijnstiller, gevolgd door Slagen en Verwond(r)ingen (2009) en de clubtoer Daniola! (2010-2012). 
Danny Van Britsom was tot 2005 journalist bij het weekblad Dag Allemaal. Tevens werkte hij als scenarist mee aan de televisieprogramma's van Chris Van den Durpel. Van Britsom publiceerde in dezelfde periode drie kortverhalen in maandblad Ché, "De Bedevaart Naar Liberia", "Festivalgangers" en "De Volgende". Daarnaast was hij te zien in tv-comedy-formats als "De Bovenste Plank", Willy's en Marjetten", Neveneffecten (seizoen 1 & 2), "Op Schok", Basta, De Ideale Wereld en "Lookalikes".
In 2012 nam hij afscheid van het podium met een optreden in podiumcafé Buster in Antwerpen. 